# Корте Карневалино (Мантова)
Корте Карневалино је насеље у Италији у округу Мантова, региону Ломбардија.
Према процени из 2011. у насељу је живело 25 становника. Насеље се налази на надморској висини од 35 м.